# Jan Prokeš (politik)
Jan Prokeš (25. května 1873 Černotín – 11. prosince 1935 Ostrava) byl československý politik, poslanec předlitavského a československého parlamentu za Českoslovanskou (později Československou) sociálně demokratickou stranu dělnickou, v letech 1918–1935 starosta Moravské Ostravy.

## Životopis
Jeho otec, František Prokeš, byl obuvník, přivydělával si jako poštovní doručovatel a obecní sluha. Jan Prokeš, třetí a poslední dítě Prokešových, získal jen základní školní vzdělání v jednotřídce v Černotíně a pětitřídní utrakvistické škole v Hranicích. Pamětníci se shodovali, že touha po vzdělání byla výrazným rysem jeho povahy. Protože mu finanční situace jeho rodiny neumožnila studium na českém gymnáziu ve Valašském Meziříčí, následoval svého otce a vyučil se obuvníkem.

### Politická kariéra
Politicky aktivní byl již za Rakouska-Uherska. Od mládí měl vyhraněné zájmy, názory a sociální cítění. Pro rozpory s konzervativními obyvateli Hranic roku 1894 odešel do Moravské Ostravy, kde se stal členem odborového svazu obuvníků a jednatelem Zemského spolku obuvnického. V roce 1896 uzavřel sňatek s Julií Frydeckou z Moravské Ostravy, se kterou měl sedm dětí. V témže roce se stal předsedou spolku. Byl dobrým řečníkem, k čemuž kromě jeho vzdělání přispěl i příjemný hlas, přesvědčivost důvodů a sympatický zjev. U posluchačů měl velký úspěch, zpočátku zejména u horníků a dělníků z továren. V roce 1897 získal práci jako redaktor hornického listu Na zdar a později i sociálně-demokratického deníku Duch času. Roku 1898 stál u zrodu první dělnické tělovýchovné jednoty (DTJ) na Ostravsku. V letech 1896–1906 byl za své názory a články trestán peněžitými pokutami nebo i vězněn, a to v rozmezí jednoho dne až jednoho měsíce.
V zemských volbách roku 1906 byl za sociálně demokratickou stranu zvolen do Moravského zemského sněmu jako poslanec za českou všeobecnou kurii 6. volební okres moravský, Mor. Ostrava, Místek, Nový Jičín atd. Byl sem opětovně zvolen v zemských volbách roku 1913.
Ve volbách do Říšské rady roku 1907 se stal i poslancem Říšské rady (celostátní parlament), kam byl zvolen za český okrsek Morava 03. Usedl do poslanecké frakce Klub českých sociálních demokratů. Opětovně byl zvolen za týž obvod i ve volbách do Říšské rady roku 1911 a ve vídeňském parlamentu setrval do zániku monarchie.
Spor o jednotné celorakouské odbory rozdělil okolo roku 1910 sociální demokracii na dva tábory: centralistickou Českou sociálně demokratickou stranu v Rakousku a většinovou autonomistickou Českoslovanskou sociálně demokratickou stranu dělnickou, kterou Jan Prokeš vedl na Ostravsku.
Po začátku 1. světové války musel narukovat. Nejprve sloužil v Litovli, potom dva roky v Olomouci a v Bochni u Krakova. Do poslanecké lavice se vrátil až v roce 1917, kdy byl znovu otevřen říšský parlament a jeho poslanci zproštěni vojenské služby.
Koncem první světové války patřil v rámci sociálnědemokratické strany spolu s Gustavem Habrmanem či Rudolfem Bechyně k takzvané národní opozici, která akcentovala český národní a státoprávní zájem. Dne 14. října 1918 se stal členem Socialistické rady v Moravské Ostravě. Jako její zástupce o den později na protestním shromáždění občanů na dnešním Náměstí Republiky požadoval vytvoření nového svobodného státu. Dne 29. října 1918 se stal předsedou Okresního národního výboru pro moravsko-ostravský okres. V době vzniku samostatného českého státu byl jmenován moravskoostravským správním komisařem. Jako znalec slezských poměrů byl vyslán na mírovou konferenci v Paříži, později byl jmenován místopředsedou plebiscitní komise na Těšínsku.
Jeho plánem bylo vytvoření stotisícové Velké Ostravy připojením okolních obcí k Moravské Ostravě. Od 1. ledna 1924 se Moravská Ostrava, Přívoz, Vítkovice, Mariánské Hory, Hrabůvka, Nová Ves a Zábřeh nad Odrou sloučily do jednoho města – Moravské Ostravy. Ministerská rada dne 20. prosince 1923 rozhodla o jmenování Prokeše vládním komisařem. Po obecních volbách se 9. března 1925 stal starostou Moravské Ostravy.
Podpořil velkorysou výstavbu města a rozsáhlou modernizaci komunální infrastruktury, byť za cenu masivního zadlužení. Ačkoliv se s jeho jménem pojí např. stavba krematoria či rekonstrukce ústředních jatek, nejdůležitějším a nejznámějším stavebním objektem jeho éry je Nová radnice, sídlo ostravského magistrátu a největší radniční budova v České republice. Svou pozornost zaměřoval na zlepšení městských komunikací, podporoval výstavbu nových školních, zdravotnických a kulturních zařízení. Soustavně se věnoval sociální a zdravotní péči, zejména pak péči o nezaměstnané a jejich rodiny.
Angažoval se i v celostátní politice sociální demokracie. V letech 1918–1920 zasedal v Revolučním národním shromáždění. V parlamentních volbách v roce 1920 získal poslanecké křeslo v Národním shromáždění. Mandát v parlamentních volbách v roce 1925 obhájil a do parlamentu se dostal i po parlamentních volbách v roce 1929. Podle údajů z roku 1929 byl profesí žurnalista a starosta Moravské Ostravy. Ve 20. letech, po překonání rozkolu a stabilizaci sociální demokracie, byl zvolen do vedení strany jako jeden z jejích tajemníků.

### Záliby
Mezi jeho koníčky patřilo výtvarné umění a četba. Již od mládí byl náruživým čtenářem a během svého života vybudoval jednu z největších soukromých knihoven v Ostravě. Tu z větší části odkázal městskému muzeu. Bylo jeho zásluhou, že v roce 1929 bylo přistavěno zvláštní křídlo k budově městské spořitelny určené pro městskou knihovnu. Roku 1924 se stal členem spolku Dům umění, který podporoval v jeho úsilí o výstavbu reprezentativní budovy.

### Smrt a posmrtné renomé

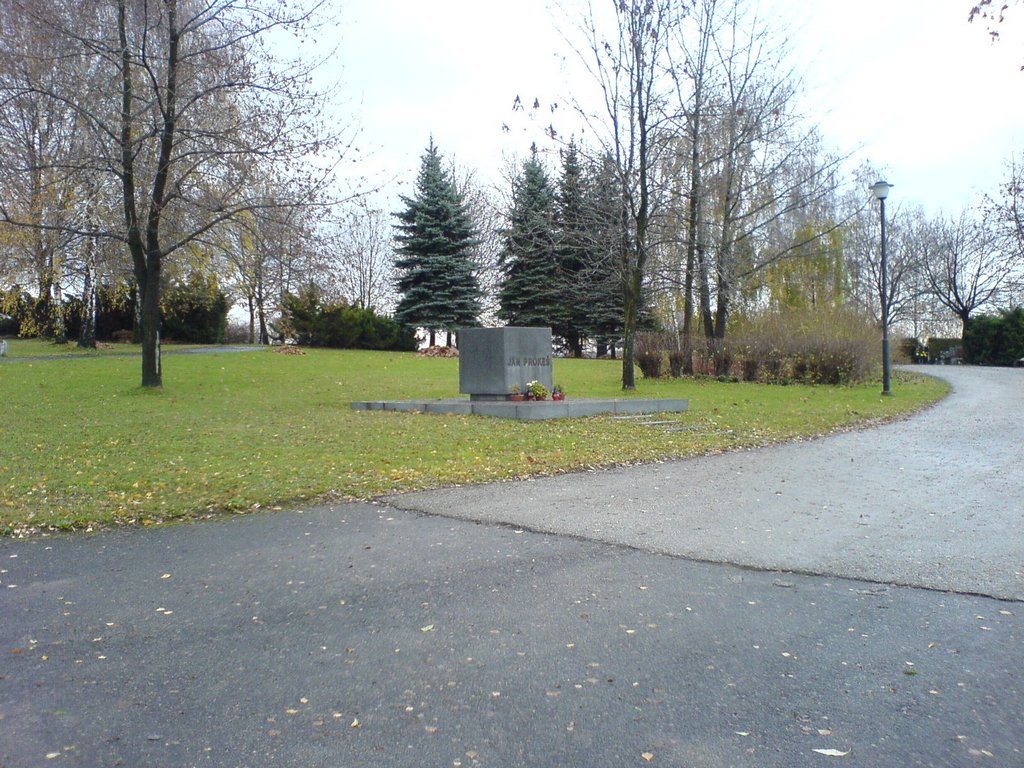
Pomník Jana Prokeše

V roce 1930 se podruhé oženil. Jeho manželkou se stala Němka Isidora Hartwigerová. Předsedou správní komise, vládním komisařem a posléze starostou Moravské Ostravy byl až do roku 1935, kdy se ze zdravotních důvodů vzdal další kandidatury. Zemřel po dlouhé nemoci 11. prosince 1935 na srdeční mrtvici. Za jeho celoživotní zásluhy o rozvoj města mu Ostrava vystrojila velkolepý pohřeb. S oblíbeným starostou se přišlo rozloučit sto tisíc občanů.
Jan Prokeš je považován za jednu z nejvýraznějších osobností, jaká kdy stála v čele města Ostravy. Jeho zásluhy připomíná náměstí před Novou radnicí, které se již od roku 1930 na jeho počest nazývá Prokešovo. Po únoru 1948 byly veškeré vzpomínky na Prokeše úmyslně potlačovány – nikdy nesympatizoval s komunisty, proto zmizely jeho busty a portréty. Pokud byl v některé historické práci zmíněn, nezapomnělo se na nálepku pravicového oportunisty. Až po sametové revoluci byla jeho památka obnovena a náměstí před Novou radnicí opět pojmenováno na Prokešovo.